# Rob Blokzijl
Robert Blokzijl dit Rob Blokzijl, né le 21 octobre 1943 à Amsterdam (Pays-Bas) et mort le 1er décembre 2015, est un pionnier néerlandais de l'Internet en Europe.

## Biographie
Il est membre fondateur du RIPE et son porte-parole à sa création en 1989 et en a assuré la présidence jusqu'en mai 2014. Il a également contribué à la fondation du RIPE NCC en 1992 en tant que premier Registre Internet régional (RIR) au monde.
Auparavant, il était actif dans la mise en œuvre des réseaux pour la recherche dans la physique des particules en Europe.
Rob Blokzijl est diplômé de l'université d'Amsterdam (1970) et est docteur en physique expérimentale de la même université en 1977. Il a été employé par l'institut national néerlandais de physique nucléaire et de la physique des hautes énergies (NIKHEF (en)) jusqu'à se retraite, en 2013.
Blokzijl a été sélectionné pour le conseil d'administration de l'ICANN par l'Address Supporting Organization. Il a participé à ce conseil de 1999 à décembre 2002.
En mai 2010, il est fait officier de l'ordre d'Orange-Nassau pour sa contribution exceptionnelle au développement d'Internet.
Lors de la 93e réunion IETF en 2015, Rob Blokzijl s'est vu attribuer le prix Jon Postel de l'ISOC.

## Distinctions
- Officier de l'ordre d'Orange-Nassau